# Erythronium grandiflorum
Erythronium grandiflorum là một loài thực vật có hoa trong họ Liliaceae. Loài này được Pursh miêu tả khoa học đầu tiên năm 1813.